# Barend Biesheuvel

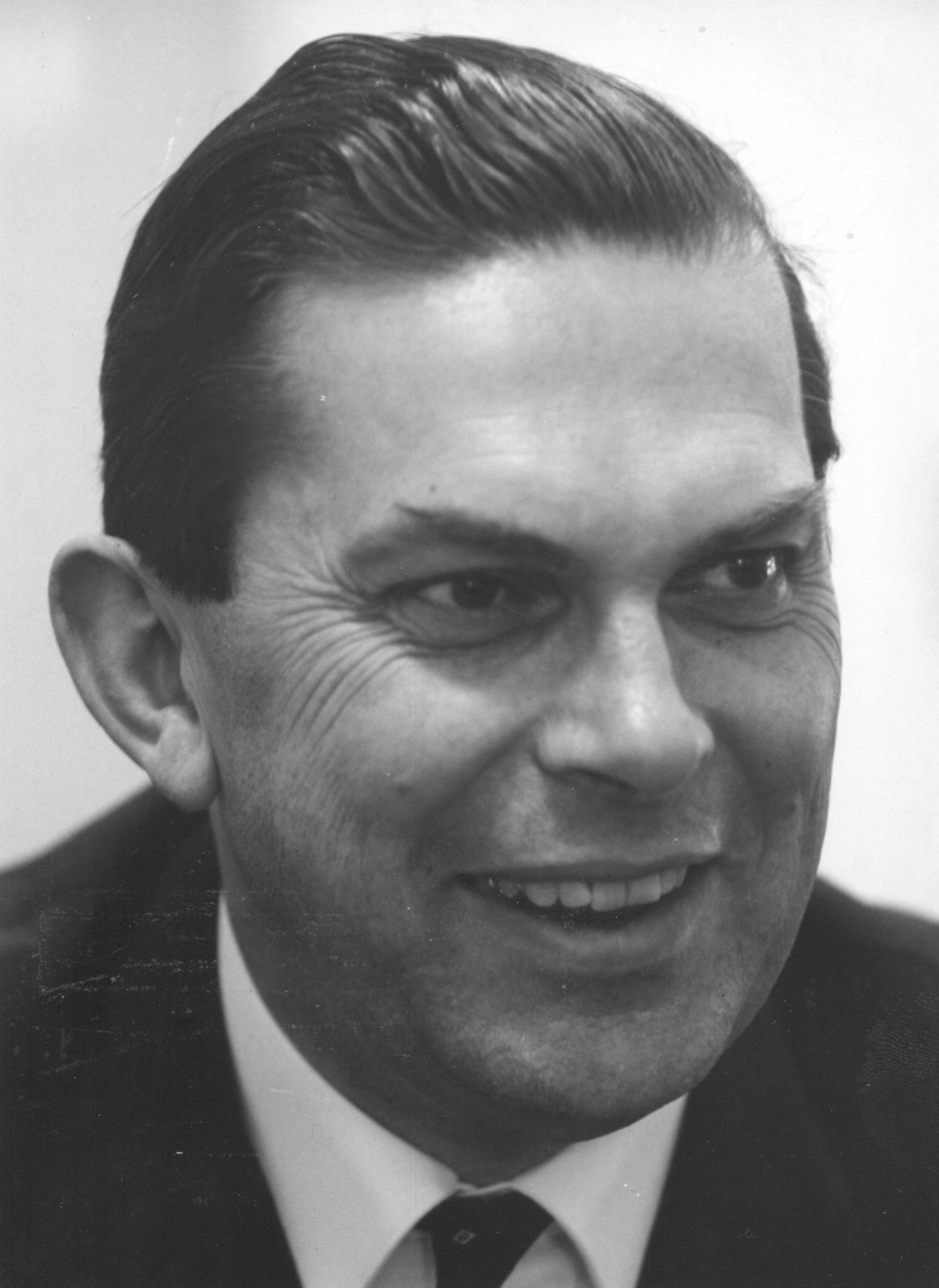
Barend Biesheuvel (1971)

Barend Willem Biesheuvel, född 5 april 1920 i Haarlemmerliede, död 29 april 2001 i Haarlem, var en nederländsk politiker inom det kristdemokratiska Antirevolutionära partiet (ARP) som var premiärminister 1971-1973.